# Coppa Iberica
La Coppa Iberica, altresì nota come Supercoppa Iberica, è stata una competizione calcistica a cadenza irregolare, istituita dalla federcalcio spagnola e da quella portoghese nel 1935 e abolita nel 2005.

## Dettaglio delle edizioni
| Edizione | Anno | Vincitore        | Risultato | Finalista       |
| -------- | ---- | ---------------- | --------- | --------------- |
| I        | 1935 | Porto            | 4–2       | Real Betis      |
| II       | 1983 | Benfica          | 1–2 3–1   | Athletic Bilbao |
| III      | 1991 | Atlético Madrid  | 1–1 3–2   | Benfica         |
| IV       | 2000 | Sporting Lisbona | 2–1       | Real Madrid     |
| V        | 2005 | Vitória Setúbal  | 2–1       | Real Betis      |